# Amparaky
Amparaky est une ville et une commune rurale située dans la Province de Tananarive, au centre du Madagascar.

## Économie
L'économie de la population est basée sur l'agriculture et l'élevage.